# Протиприсадні шипи

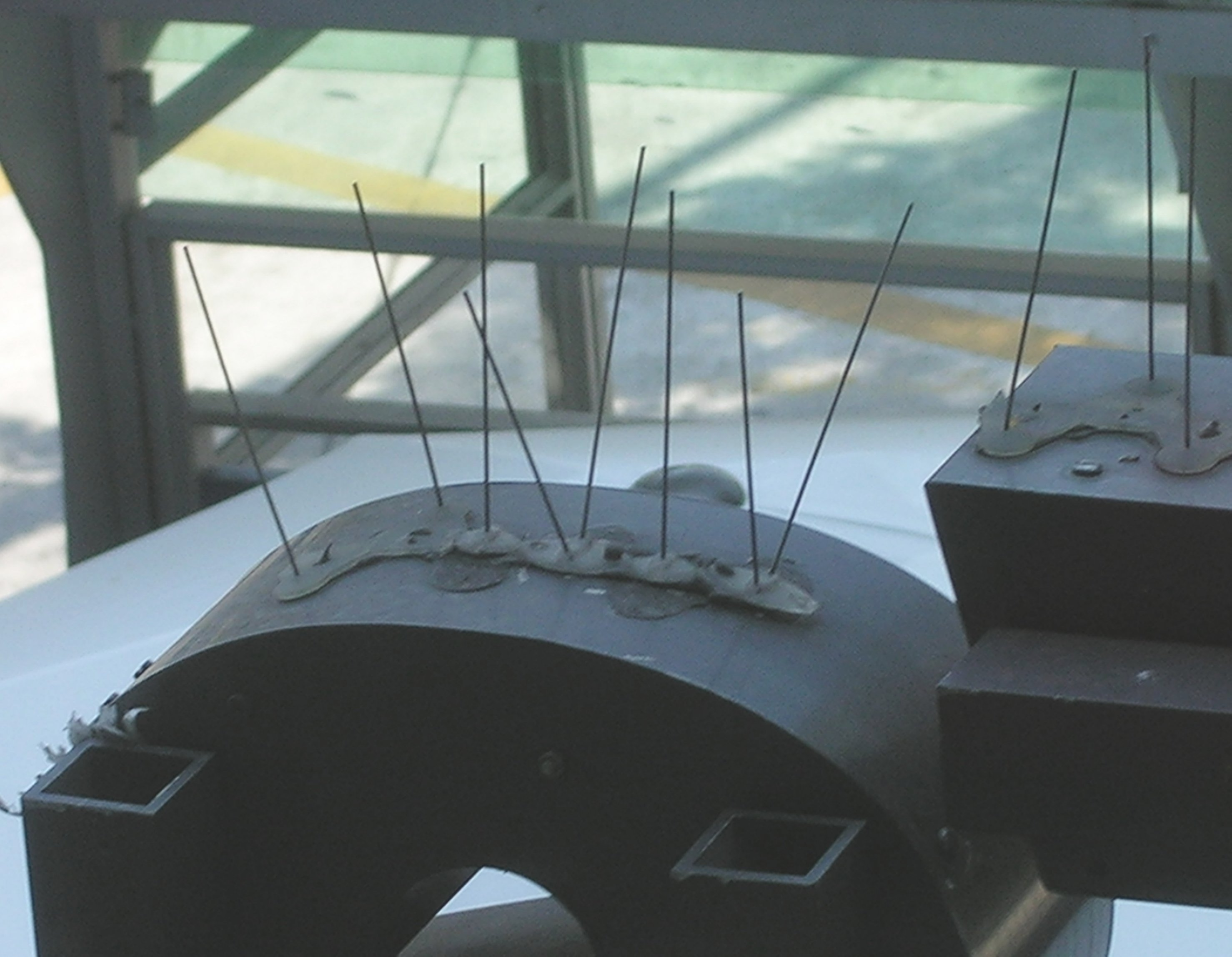
Протипташині шипи на знаку, встановленому на будівлі

Протипташині шипи — засіб для відлякування птахів, встановлюється там, де вони можуть сідати, та пташиним послідом псувати зовнішній вигляд архітектурних конструкцій, перешкоджати роботі ЛЕП, забруднювати вікна, перешкоджати роботі камер відеоспостереження. На ЛЕП, на кінцях траверс використовуються аналог шипів — протипташині загороджувачі, т.з. «йорші» відповідно до правил ПУЕ, можуть виготовлятись з грозозахисного тросу або тонкої арматури, але екологічні та природоохоронні організації вказують на травматичність таких пристроїв для лелек і не вітають їхнє подальше використання.

## Використання

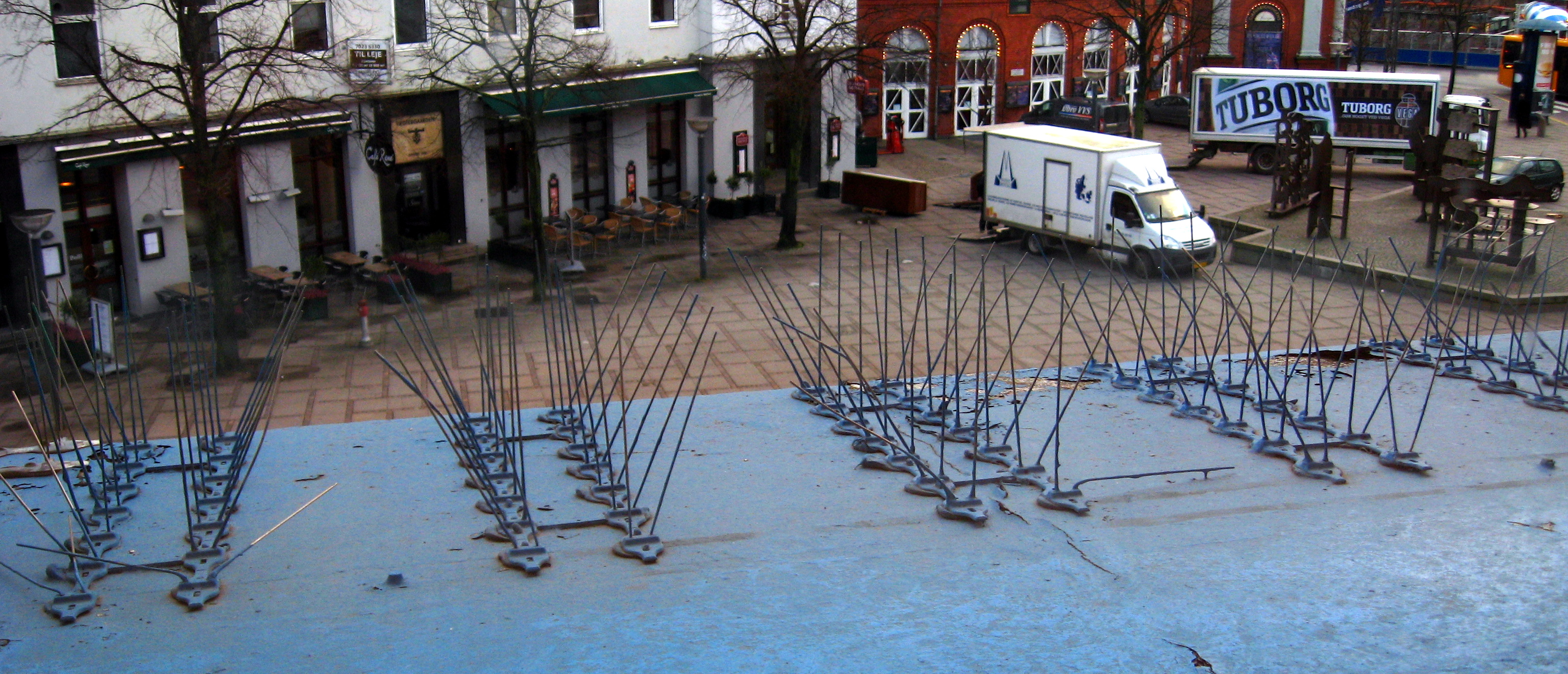
Протипташині шипи на даху

Протипташині шипи, як правило, мають довжину біля 30 см, принципом роботи їх полягає в тому, що вони зменшують місце, де птах може приземлитись, тобто, великі птахи, такі як голуби, чайки, ворони вимушені сідати деінде.

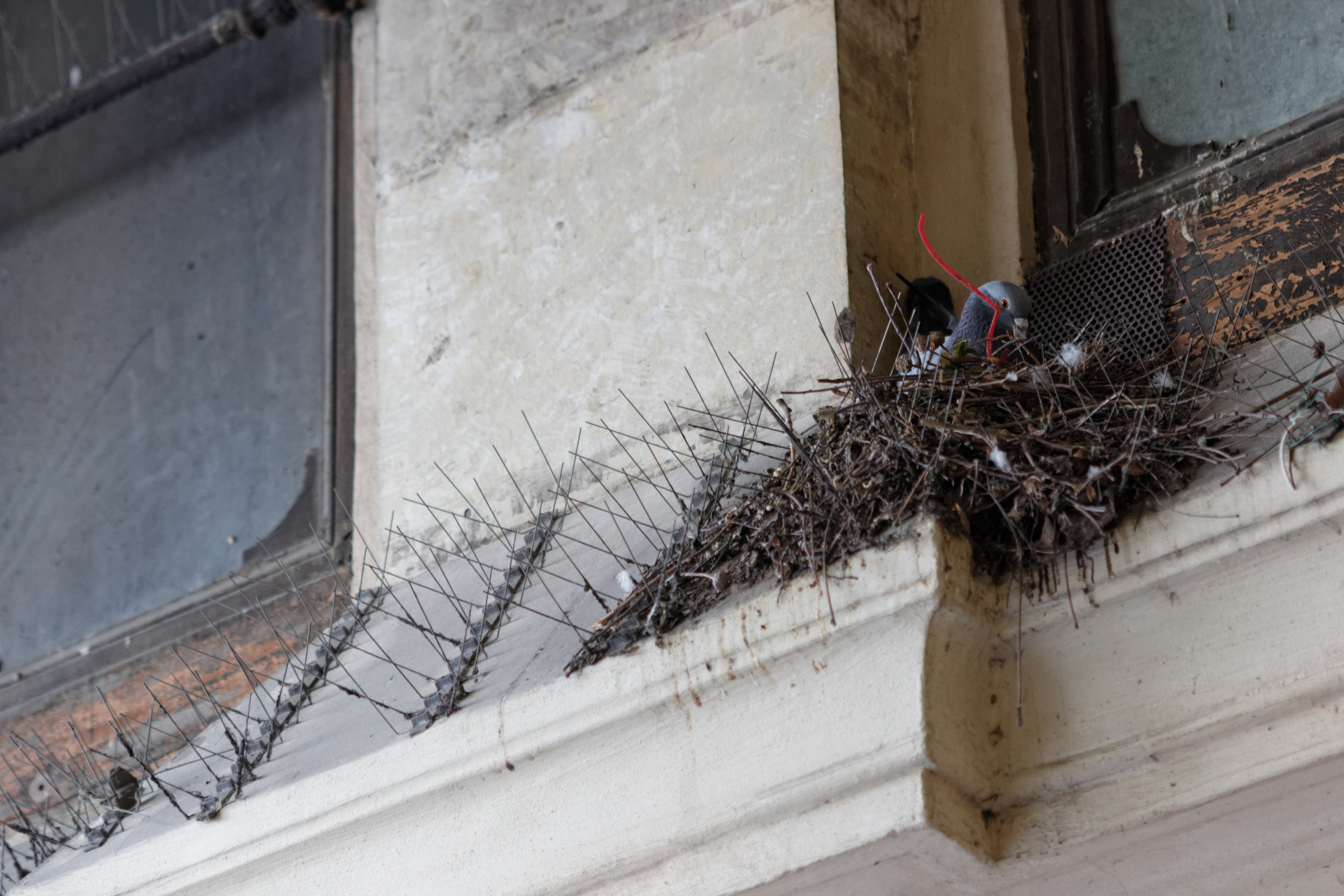
Недоліком використання може бути зворотній ефект, коли птахи можуть побудувати гніздо набагато більше за допомогою відлякуючих конструкцій.

Протипташині шипи можуть мати саме різноманітне засовування — захист опор ліній електропередач, захист стін, ринв, камер відеоспостереження
Наряду з відлякуванням птахів, конструкції з шипами можуть відлякувати менших тварин, таких як білки, єноти, змії, від перетину огорож.

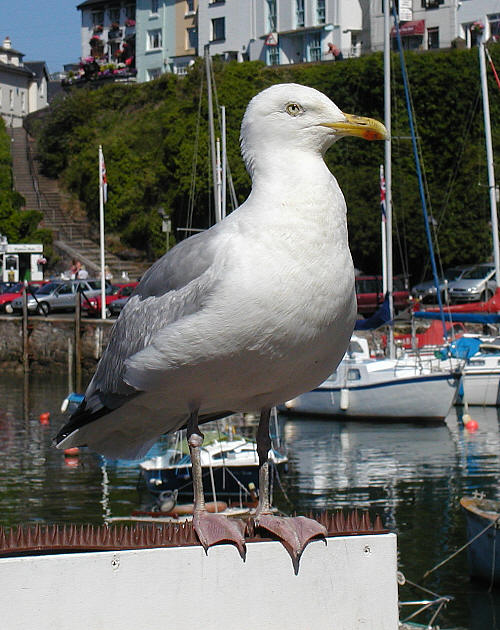
Маленькі та невисокі шипи, встановлені там, де до них можуть випадково торкнутись діти, часто не є стримувальним фактором.

## Альтернатива

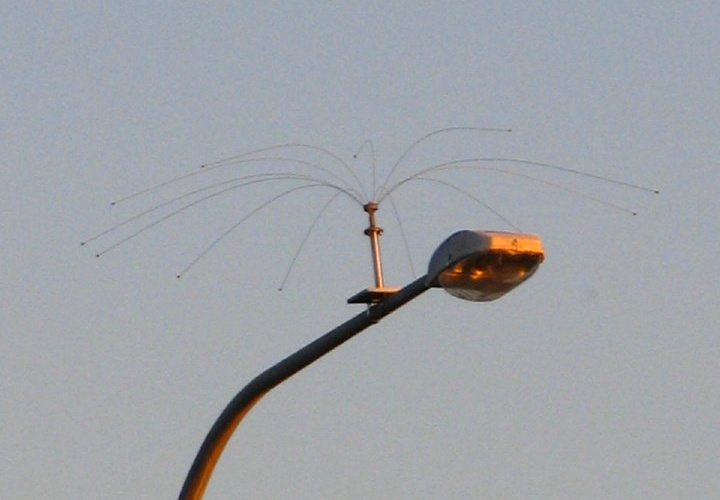
Птаховідлякувач, прикріплений до стовпів освітлення, Австралія.

Недоліком використання шипів є те, що вони можуть забиватись опалим листям, сміттям та пташиним пір'ям. В ряді випадків, такі птаховідлякувальні конструкції можуть псувати зовнішній вигляд будинків, що говорить в сторону пошуку альтернатив, таких, як використання протипташиних сіток, та електрорепелентний захист. Також, недоліком шипів є те, що вони, відлякуючи крупних птахів, в ряді випадків є каркасом для будівництва гнізд малими птахами.